# 开普勒5b
开普勒5b是开普勒太空望远镜首次发现的5颗太阳系外行星之一，于2010年1月4日公布。它位于天鹅座，环绕恒星开普勒5公转。它的半径是木星的1.431倍，质量是木星的2.114倍。